# Šepšin
Šepšin (Servisch cyrillisch Шепшин) is een plaats in de Servische gemeente Mladenovac. De plaats telt 855 inwoners (2002).